# Nepalicrepis
Nepalicrepis is een geslacht van kevers uit de familie bladkevers (Chrysomelidae).
De wetenschappelijke naam van het geslacht werd in 1969 gepubliceerd door Scherer.

## Soorten
- Nepalicrepis besucheti Scherer, 1989
- Nepalicrepis brunneus Medvedev, 1990
- Nepalicrepis castaneus Gruev, 1990
- Nepalicrepis himalayensis Doberl, 1991
- Nepalicrepis loebli Scherer, 1989
- Nepalicrepis schereri Doberl, 1991
- Nepalicrepis smetanai Scherer, 1989